# Нейропатія
Нейропатія — загальна назва патологічних станів, які супроводжуються незапальними змінами з боку нервів. Поширеність у світовій популяції становить близько 2 400 на 100 000 (2,4 %), з віком зростає до 8 000 на 100 000 (8 %). Є синдромом деяких хвороб.
Розрізняють переважне ураження моторних нейронів передніх рогів спинного мозку (моторна нейропатія), сенсорних нейронів спинномозкових гангліїв (сенсорна нейропатія), змішана моторно-сенсорна нейропатія (як це буває, зокрема, при синдромі Андерманна), нервів автономної нервової системи (автономна нейропатія, англ. Dysautonomia, autonomic neuropathy).

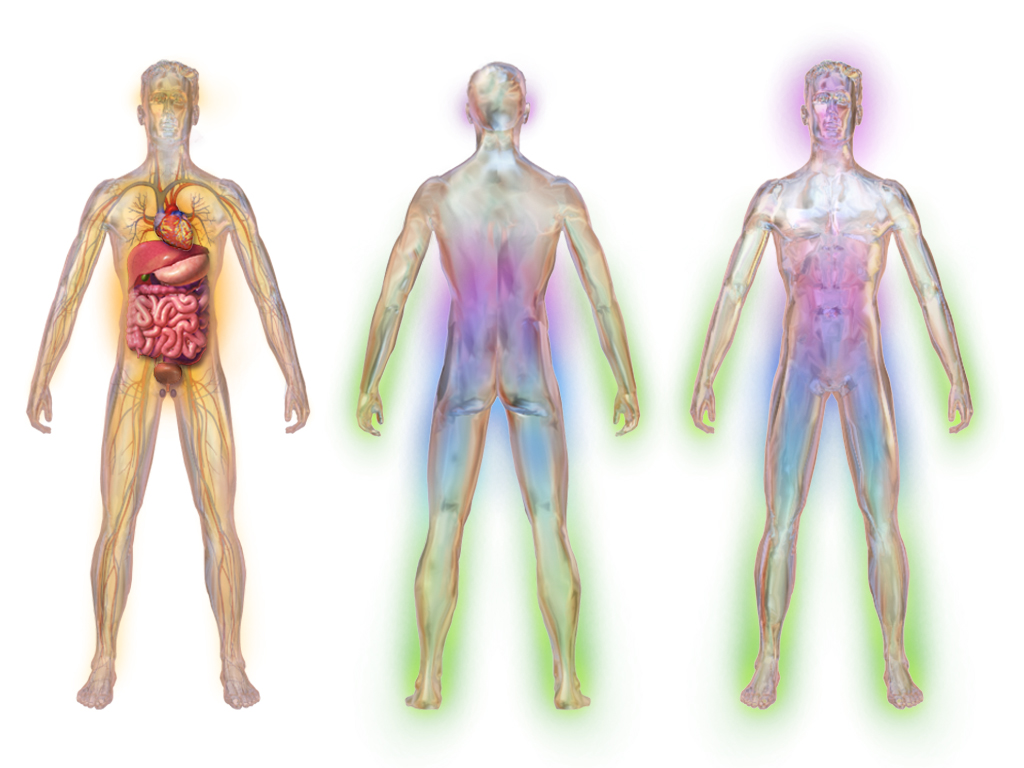
Схематичне зображення діабетичної полінейропатії.

Нейропатія супроводжує цукровий діабет, алкоголізм, демієлінізуючі хвороби нервової системи, злоякісні новоутворення, різноманітні травми, проказу тощо.

## Трактування нейропатії залежно від поширення процесу
- Периферична нейропатія або мононейропатія — коли порушення відбуваються в одному периферичному нерві;
- Множинна нейропатія — якщо патологію спостерігають в декількох нервах одночасно;
- Полінейропатія — це дифузне і двобічне ураження нервів.

## Трактування нейропатії залежно від ураження анатомічних структур нервової системи
- Радикулопатія — це ураження корінця;
- Гангліопатія — ураження вузла;
- Плексопатія — сплетіння.

У зоні іннервації уражених нервів при цьому виявляються чутливі, рухові і вегетативні зміни залежно від функціональної спеціалізації нерва.

## Класифікація нейропатій за причиною
Нейропатії можна розділити на:
- компресійно-ішемічні,
- запальні,
- токсичні,
- алергічні,
- травматичні,
- змішані.

Здавлення нервових стовбурів сусідніми структурами (наприклад, м'язами, зв'язками ) називають тунельними нейропатіями. До цієї групи може бути віднесено здавлення спінальних корінців грижею міжхребцевого диска або кістковими розростаннями — остеофітами. Частіше зустрічаються компресійно-ішемічні нейропатії — тобто здавлення судинно-нервового пучка.

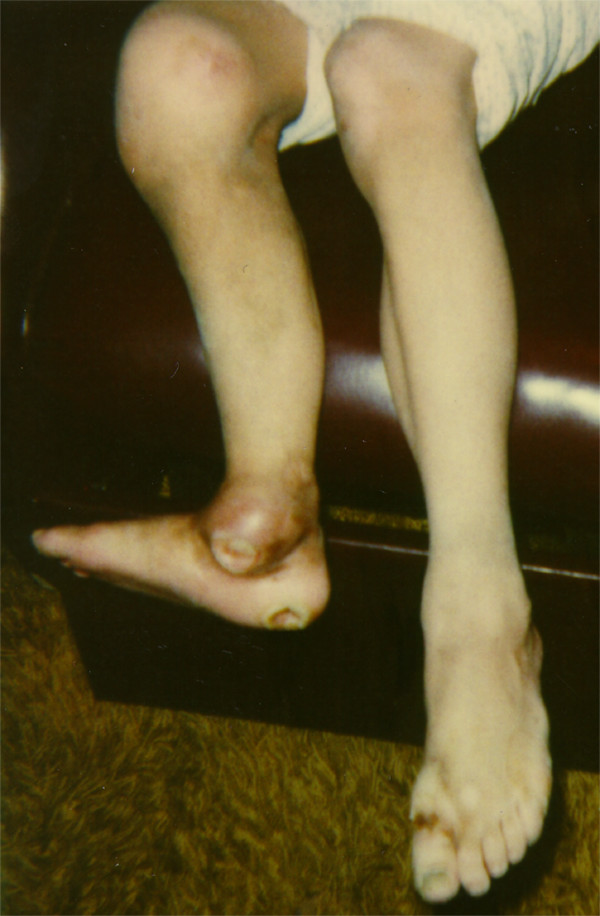
Зміни кінцівок при полінейропатії IV ступеня.

Якщо в основі нейропатії лежить запальний процес, то тоді це визначають як неврит.

## Клінічна класифікація полінейропатій
Виділяють наступні стадії хронічних полінейропатій:
- стадія 0 — полінейропатія відсутня;
- стадія I — асимптомна полінейропатія;
- стадія II — полінейропатія, яка клінічно проявляється;
- стадія III — полінейропатія з виразним функціональним дефектом, порушеннями працездатності.

Для діабетичної полінейропатії ще додатково виділяють:
- у стадії I — IА і ІБ; симптомів и виразних неврологічних ознак немає, але при ретельному неврологічному обстеженні виявляють позитивні спеціальні діагностичні тести;
- у стадії II — IIA і ІІБ; є чутливі, рухові, автономні порушення, при ІІБ — ще ознаки слабкості згинальних м'язів стоп (хворий не може втриматися вертикально, стоячи на п'ятах).

## Лікування
Цілком залежить від причини. Якщо ж причина не може бути усунена, лікування фокусується на полегшенні болю і проблем, пов'язаних з м'язовою слабкістю. Фізіотерапія іноді зменшує м'язову скутість і може запобігти виникненню контрактур. Деякі препарати, які, як правило, не належать до знеболювальних, в таких ситуаціях можуть зменшити біль. Вони включають антидепресант амітриптилін, протисудомні габапентин, прегабалін, антиаритмогенний мексилетін. Лідокаїн, який наносять у вигляді лосьйону, мазі або шкірного пластиру, також може зменшити біль.